# Suillia keiseri
Suillia keiseri är en tvåvingeart som beskrevs av Timothy M. Cogan 1971. Suillia keiseri ingår i släktet Suillia och familjen myllflugor.
Artens utbredningsområde är Madagaskar. Inga underarter finns listade i Catalogue of Life.